# (2811) Střemchoví
(2811) Střemchoví (1980 JA; 1950 BC; 1953 TB3; 1955 CB; 1956 KA; 1958 VX; 1972 TH5; 1977 RH5; 1982 US) ist ein ungefähr zwölf Kilometer großer Asteroid des äußeren Hauptgürtels, der am 10. Mai 1980 vom tschechischen (damals: Tschechoslowakei) Astronomen Antonín Mrkos am Kleť-Observatorium auf dem Kleť in der Nähe von Český Krumlov in der Tschechischen Republik (IAU-Code 046) entdeckt wurde. Er gehört zur Koronis-Familie, einer Gruppe von Asteroiden, die nach (158) Koronis benannt ist.

## Benennung
(2811) Střemchoví wurde nach Střemchoví, dem Dorf, in dem der Entdecker Antonín Mrkos geboren war, benannt. Es liegt im historischen Mähren, nach dem der Asteroid (1901) Moravia benannt wurde.